# Lachemilla ocreata
Lachemilla ocreata là loài thực vật có hoa trong họ Hoa hồng. Loài này được (Donn. Sm.) Rydb. mô tả khoa học đầu tiên năm 1908.